# Philautus pallidipes
Espèce
Synonymes
- Ixalus pallidipes Barbour, 1908

Statut de conservation UICN

 LC  : Préoccupation mineure
Philautus pallidipes est une espèce d'amphibiens de la famille des Rhacophoridae.

## Répartition
Cette espèce est endémique de l'Ouest de Java en Indonésie. Elle se rencontre à des altitudes supérieures à 1 000 m sur les volcans Pangrango et Halimun.

## Publication originale
- Barbour, 1908 : Some new Amphibia Salientia. Proceedings of the Biological Society of Washington, vol. 21, p. 189-190 (texte intégral).